# Tour Unipol
La tour Unipol (en italien : Torre Unipol)  est un gratte-ciel de 125 mètres actuellement en construction à Milan en Italie. Il est situé dans le quartier de Porta Nuova, à l'intersection de la Via Melchiorre Gioia et de la Via Fratelli Castiglioni, là où devait autrefois être construit l'hôtel Gilli. Il est appelé à devenir le siège du groupe Unipol Gruppo Finanziario à Milan .
Les travaux ont commencé en 2017 avec la mise en place des fondations. La pose de la première pierre a eu lieu au printemps 2019. La tour devrait être achevée au premier semestre 2023.